# Völkerschlachtdenkmal (Hohsdorf)

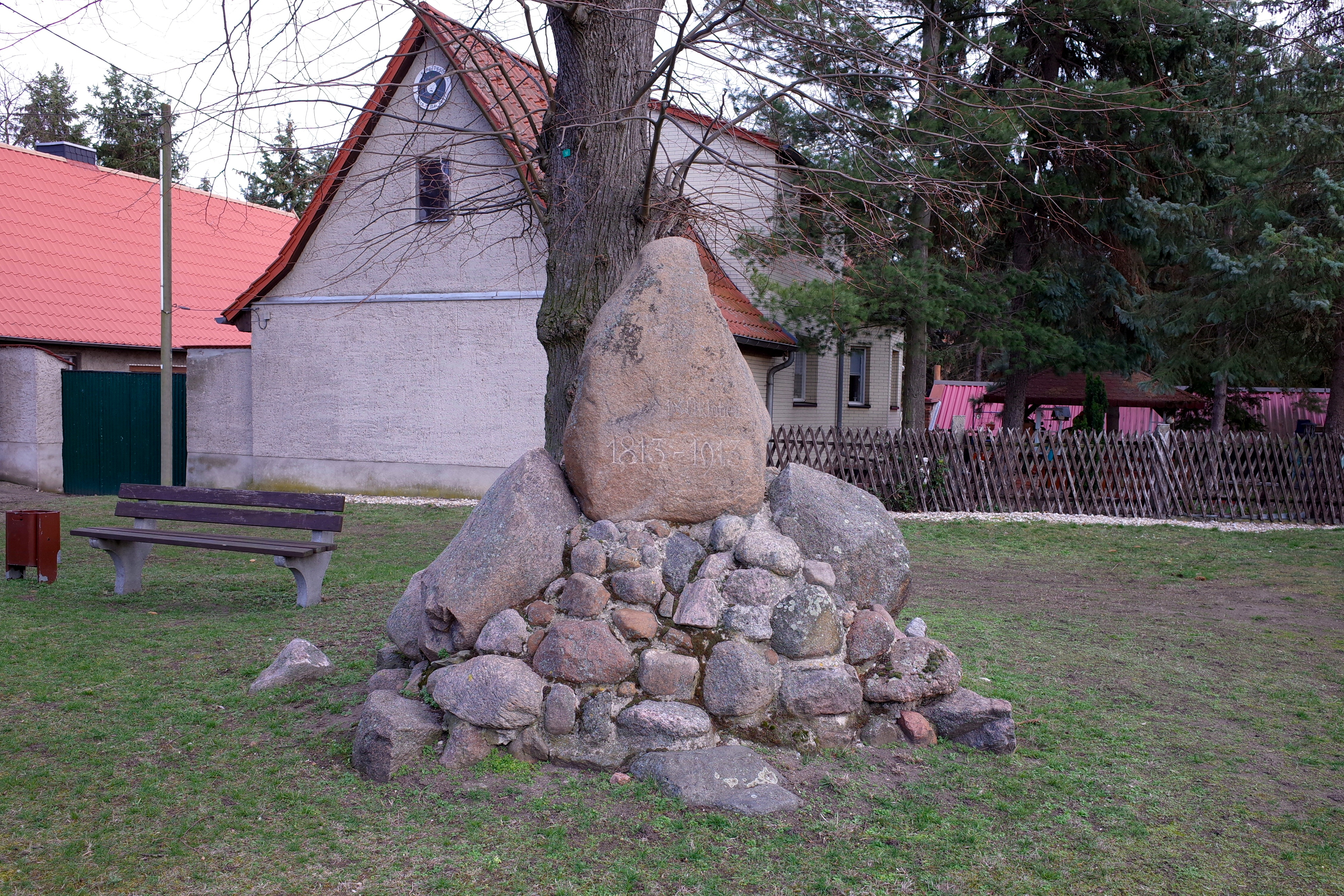
Ansicht von Westen

Das Völkerschlachtdenkmal von Hohsdorf ist ein Gedenkstein in der Stadt Köthen im Landkreis Anhalt-Bitterfeld in Sachsen-Anhalt. Das Kleindenkmal steht unter Denkmalschutz und ist im Denkmalverzeichnis mit der Erfassungsnummer 094 70742 als Baudenkmal eingetragen.

## Lage und Gestalt
Die Völkerschlachtdenkmäler im Köthener Land sind häufig ähnlich gestaltet. Auch der Gedenkstein in der Straße des 7. Oktober in Hohsdorf entspricht diesem Typus: Auf einem Steinhaufen, vermutlich bestehend aus Lesesteinen und Findlingen, befindet sich ein aufrecht stehender Stein, der die Inschrift 18. Oktober 1813–1913 trägt. Darüber kann man nur noch schwach eine kreisförmige Struktur erkennen, vielleicht befand sich dort ein Eisernes Kreuz, welches ebenfalls typisch für Gedenkanlagen dieser Art ist, aber auch bei der ähnlichen Anlage in Piethen zu fehlen scheint. Errichtet wurden Völkerschlacht-Denkmäler anlässlich 100. Jahrestages der Völkerschlacht bei Leipzig. Sie zählen zum Grenzbereich der Kriegerdenkmäler, da sie nicht konkret an gefallene Kämpfer erinnern.